# Inoue Genan Inseki
Pour les articles homonymes, voir Inoue.
Inoue Genan Inseki est un nom japonais traditionnel ; le nom de famille (ou le nom d'école), Inoue, précède donc le prénom (ou le nom d'artiste).
Inoue Genan Inseki  (井上 幻庵因碩, Inoue Gen'an'inseki, 1798-1859, connu également sous les noms de Hattori Rittetsu, Inoue Ansetsu, Intetsu, et Gen(n)an Inseki) est un joueur de go japonais professionnel, onzième chef de la maison Inoue de 1824 à 1846.
Genan a acquis la réputation d'un joueur extrêmement talentueux, mais malchanceux ; ses tentatives de devenir Meijin et go-dokoro furent ruinées par les manœuvres politiques de Jōwa. Il fut l'adversaire du jeune Shūsaku dans l'une des parties les plus célèbres de tous les temps, la « partie des oreilles rouges ».